# Fernando Oliveira
Fernando Oliveira (Pelotas, Río Grande del Sur, Brasil, 11 de mayo de 1984) es un exfutbolista brasileño. Jugaba como delantero. Tiene 41 años.

## Trayectoria
Mide 1.85 m., tiene don de mando y es un profesional a carta cabal. Es potente, tiene buen juego aéreo, gran pivoteador, de suma eficacia frente al arco contrario y es un delantero bastante comprometido con la marca.
Debutó en la Segunda División de Paraguay: General Caballero le dio esta oportunidad en 2005. En el segundo semestre de 2006, integró las filas del Blooming y, tras ello, retornó a Paraguay para defender al  Atlético 3 de Febrero  con el cual jugó 14 partidos sin marcar ningún gol. Para 2007-2008 juega para el Deportes Tolima marcando 2 goles teniendo como compañeros de ataque a Jhon Charria y Carlos Darwin Quintero. Al comienzo del año 2009 llegó como refuerzo a La Equidad compartiendo equipo con Santiago Arias, club del cual salió en el mes de noviembre. Fue el goleador del equipo en la Copa Colombia 2009 con 5 anotaciones y otro gol en la liga.
En 2010 llega al club Envigado F. C., donde permaneció hasta el fin de la serie de promoción en diciembre. Aquí compartió vestuario con Juan Quintero y Dorlan Pabon. Luego de su buena estadía en Colombia teniendo compañeros de selección regresa a Paraguay donde Consiguió el ascenso con el General Caballero de Paraguay tras ello ficha por Ayacucho FC.

### Ayacucho FC
En el 2012 ficha por el elenco ayacuchano equipo del cual se convierte en referente y sigue siendo aún muy recordado, en su primera temporada anota 7 goles ayudando así a clasificar a la Copa Sudamericana 2013 siendo así su primera clasificación a torneos internacionales. Siendo eliminado por el poderoso Atlético Nacional siendo amonestado Oliveira en el partido de ida.
Para el 2013 anota 15 tantos ayudando nuevamente al equipo ayacuchano clasificar a la Copa Sudamericana 2014 para el año 2014 anota 6 tantos, en su último año marca 3 goles con los zorros.

### Carlos A. Manucci
Fue uno de los goleadores del equipo con 11anotaciones, no se llegó al objetivo de ascender de categoría, pero gracias a su entrega fue uno de los jugadores más queridos por la hinchada Carlista.

## Clubes
| Club                 | País                 | Año                  | Goles |
| -------------------- | -------------------- | -------------------- | ----- |
| São José             | Brasil               | 2005                 | ?     |
| General Caballero    | Paraguay             | 2005 - 2006          | 1     |
| Blooming             | Bolivia              | 2006                 | 0     |
| 3 de Febrero         | Paraguay             | 2007                 | 5     |
| Deportes Tolima      | Colombia             | 2007 - 2008          | 12    |
| La Equidad           | Colombia             | 2009                 | 6     |
| Envigado F. C.       | Colombia             | 2010                 | 7     |
| General Caballero    | Paraguay             | 2011                 | 5     |
| Ayacucho F. C.       | Perú                 | 2012 - 2015          | 31    |
| Carlos A. Mannucci   | Perú                 | 2016 - 2018          | 23    |
| Cienciano            | Perú                 | 2018                 | 1     |
| Total goles Anotados | Total goles Anotados | Total goles Anotados | 83    |